# Toyota Yaris Cross
Toyota Yaris Cross – samochód osobowy typu crossover segmentu B produkowany przez japońską markę Toyota. 

## Historia i opis pojazdu

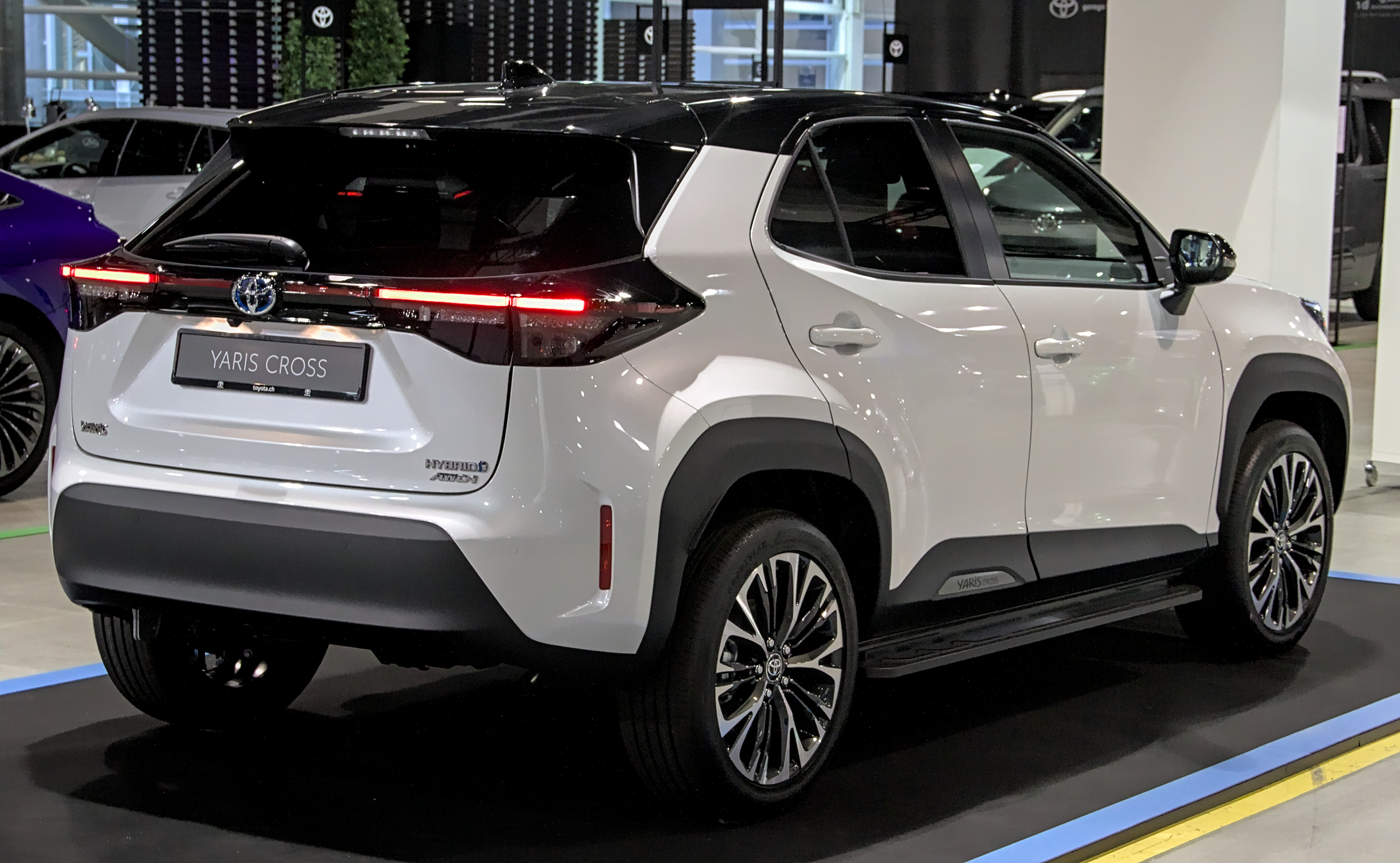
Toyota Yaris Cross Hybrid - tył

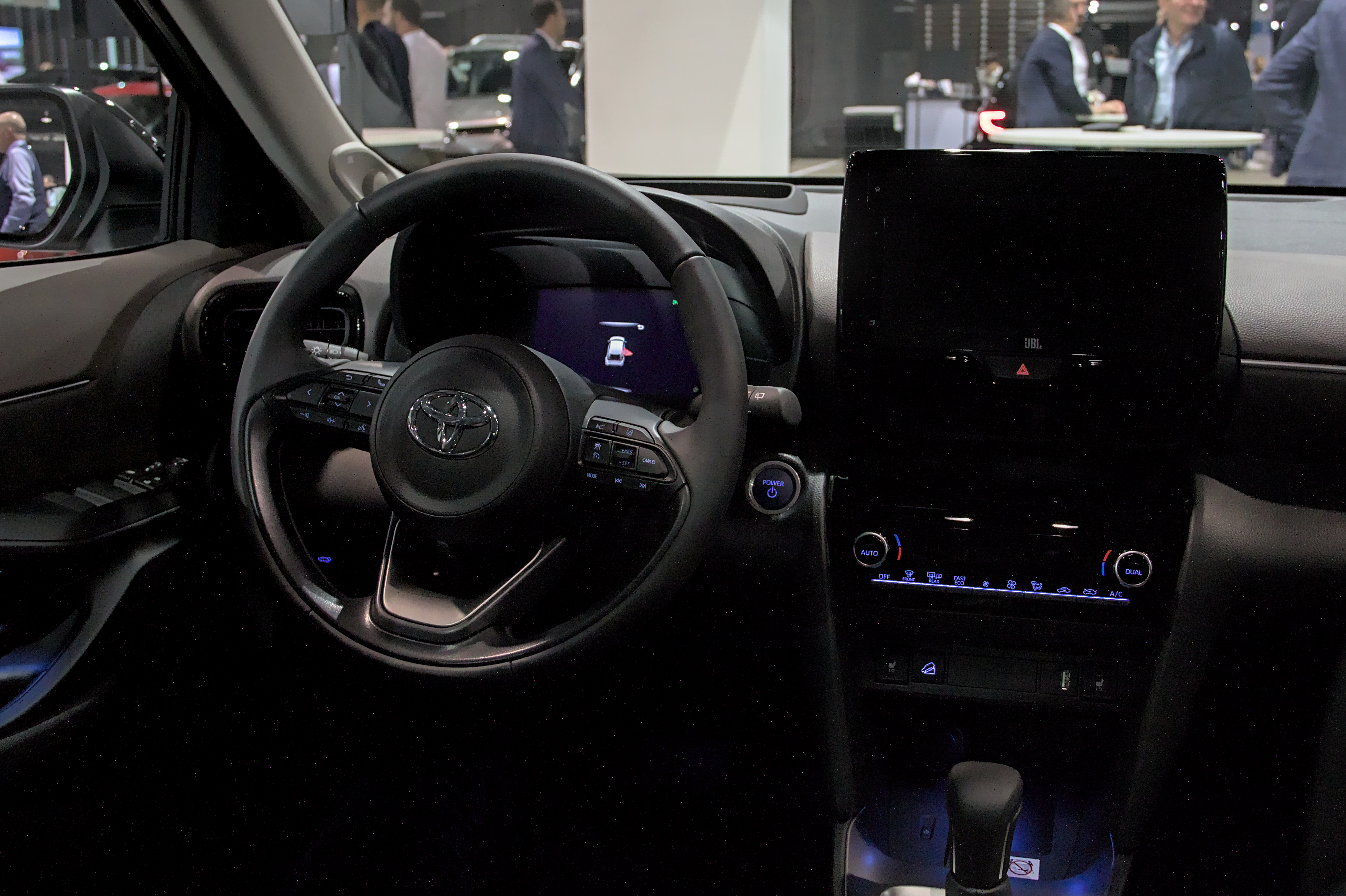
Wnętrze

Samochód został po raz pierwszy zaprezentowany w kwietniu 2020 roku. Pojazd został zaprojektowany przez  zespół specjalistów z Europy i Japonii z myślą o europejskim rynku. Bazuje na platformie GA-B z serii TNGA, którą dzieli z Toyotą Yaris IV generacji. Rozstaw osi modelu jest taki sam jak Yarisie, ale nadwozie zostało poszerzone o 20 mm i wydłużone o 240 mm. Samochód ma także zwiększony o 30 mm prześwit i jest o 90 mm wyższy od Yarisa. Toyota Yaris Cross trafi do sprzedaży w Europie w 2021 roku. Samochód będzie dostępny z napędem hybrydowym o mocy 116 KM oraz układem napędu na cztery koła AWD-i. Układ hybrydowy jest oparty na 1,5-litrowym, 3-cylindrowym silniku benzynowym, pracującym w cyklu Atkinsona.

### Sprzedaż w Polsce
| Rok  | Sprzedaż (szt.) | Pozycja | Udział w rynku |
| ---- | --------------- | ------- | -------------- |
| 2021 | b.d.            | b.d.    | b.d.           |
| 2022 | 9 033           | 9       | 2,15%          |
| 2023 | 13 402          | 4       | 2,82%          |
| 2024 | 15 608          | 3       | 2,83%          |
| 2025 | 6125            | 5       |                |